# العقل والذات والمجتمع

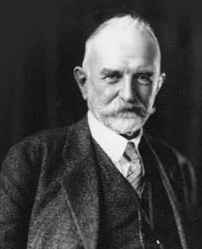
جورج هربرت ميد

العقل والذات والمجتمع هو كتاب يستند إلى تعليم عالم الاجتماع الأمريكي جورج هربرت ميد ، وقد نُشر بعد وفاته في عام 1934 من قبل طلابه. يُنسب إليه كأساس لنظرية التفاعل الرمزي . أثارت طبعة تشارلز دبليو موريس من كتاب العقل والذات والمجتمع جدلًا حول التأليف لأن الكتاب استند إلى الخطاب الشفهي وملاحظات طلاب ميد.  ومع ذلك ، فإن تجميع طلابه يمثل أهم أعمال Mead في العلوم الاجتماعية. من بينها ، نشر ميد وجهة نظر مفاهيمية للسلوك البشري والتفاعل والتنظيم ، بما في ذلك مدارس الفكر المختلفة مثل نظرية الدور ، ومنهجية الفولكلور ، والتفاعل الرمزي ، وعلم الاجتماع المعرفي ، ونظرية العمل ، والظواهر. 
يُظهر جورج هـ.ميد تحليلًا نفسيًا من خلال السلوك وتفاعل نفس الفرد مع الواقع.  يتم تطوير السلوك في الغالب من خلال التجارب واللقاءات الاجتماعية. تؤدي هذه التجارب إلى سلوكيات فردية تشكل العوامل الاجتماعية التي تخلق الاتصالات في المجتمع.  يمكن وصف الاتصال بأنه فهم إيماءات شخص آخر. يوضح Mead أن التواصل هو عمل اجتماعي لأنه يتطلب تفاعل شخصين أو أكثر.  يشرح أيضًا أن الذات هي عملية اجتماعية مع التواصل بين "الأنا" ، الشكل النقي للذات ، و "الأنا" ، الشكل الاجتماعي للذات. يصبح "أنا" ردًا على "أنا" والعكس صحيح. تتعامل كلمة "أنا" ذاتها مع استجابة الفرد وتعتبر "أنا" المواقف التي تتخذها ، وكلاهما مرتبط بالذات الاجتماعية. 

## سيرة شخصية
كان جورج هربرت ميد فيلسوفًا أمريكيًا. ولد في 27 فبراير 1863 في جنوب هادلي بولاية ماساتشوستس.  توفي في 26 أبريل 1931 في شيكاغو ، إلينوي. درس جورج هـ.ميد في كلية أوبرلين وجامعة هارفارد .  كان ميد مدرسًا في الفلسفة وعلم النفس في جامعة ميشيغان من 1891 إلى 1894.  في عام 1894 ، التحق ميد بجامعة شيكاغو كمدرس وبقي هناك حتى وفاته. اشتهر ميد بعمله في علم النفس الاجتماعي والبراغماتية . 
أظهرت مساهمة جورج ميد في علم النفس الاجتماعي كيف تنشأ الذات البشرية في عملية التفاعلات الاجتماعية .  كان ميد مفكرًا رئيسيًا بين البراغماتيين الأمريكيين ، وقد تأثر بشدة ، مثله مثل معظم الأكاديميين في ذلك الوقت ، بنظرية النسبية وعقيدة الظهور .  النسبية الموضوعية هي مركز عمل ميد الفلسفي. تم استغلال العقول العظيمة مثل Mead لفلاسفة عظماء آخرين مثل جون ديوي ويوشيا رويس . 
لم ينشر ميد أيًا من أعماله أبدًا. قام طلابه بتحرير محاضراته وملاحظاته من تسجيلات اختزال وأوراق غير منشورة ونشروا أعماله بعد وفاته. 

## عمل ميد على مفهوم "أنا" و "أنا"
المفهوم الرئيسي للسخرية بين "أنا" و "أنا" هو أن الذات هي عملية اجتماعية.  تنص على أن الإنسان أو الفرد هو عملية اجتماعية ، وهذا يعني أننا لم ننتهي. هذا سؤال كبير يدرسه العديد من علماء الاجتماع اليوم. كيف يمكن للذات أن تكون اجتماعية وغير مكتملة؟ ينظر الكتاب إلى هذا المفهوم من وجهة نظر السلوك والمواقف الاجتماعية حول كيف أن "أنا" و "أنا" أجزاء من نفس الكل الذي يشكل الذات.
"أنا" هي "أنا" و "أنا" هي "أنا" لا يمكن أن تكون أحدهما أو الآخر ، أو يتفوق أحدهما على الآخر بأي شكل من الأشكال لأنه على الرغم من أنهما منفصلان ، ويحدثان في أوقات مختلفة ، إلا أنهما يعملان معًا يدويًا -فى اليد؛ لمساعدة الفرد على التنقل في المجتمع في ظروف مختلفة قد نقدمها لأنفسنا. 
حالة "الأنا" ، يشعر الفرد أن له موقعًا في المجتمع ، وأن لديه وظيفة أو امتيازًا معينًا ، ومع ذلك فهم لا يدركون ذلك تمامًا كما هو الحال في حالة "الأنا" التي يدعوها الفرد إلى استجابة ويمكنها تنظيم المجتمع في موقفه الخاص لأن "الأنا" هي شخصية اجتماعية وموثوقة ويمكن التنبؤ بها - وهي واعية ولديها فهم للأعراف الاجتماعية للمجتمع. في حين أن "أنا" هي شكل نقي صغير من الذات حيث يمكن لوجودنا أن يتصرف ، يتخذ قرارًا في جزء من الثانية ، وليس لديه استجابة ذاتية واعية وغير متوقعة لـ "أنا" لا تتوفر إلا بعد ذلك. وبحسب الكتاب ، تذكر "ما كنت عليه" قبل دقيقة ، أو قبل يوم ، أو قبل عام.
وفقًا للكتاب ، فإن اتخاذ الموقف يقدم "أنا" ثم يتفاعل معها كـ "أنا". بمعنى أن الفرد هو "أنا" وفي الجزء الثاني عند اتخاذ القرار يصبح "أنا" "أنا" ثم يعود إلى "أنا". إنها دائرة ساخرة متواصلة لأن السؤال عن أيهما يأتي قبل الآخر هو نفس التشبيه ؛ ماذا يأتي اولا؟ الدجاجة أم البيضة. عادةً ما تكون كلمة "أنا" تاريخية وتدخل حيز التنفيذ بعد ذلك بكثير ، وتكون "أنا" أكثر حضوراً وأسرع تمثيل في المواقف. "الأنا" هي بمعنى معين ما نعرّف أنفسنا به.
"أنا" هي استجابة لمواقف الآخرين بينما "أنا" هي المواقف التي يشاركها الفرد مع الموضوعات الأخرى. أي أن "الأنا" هي معتقدات مشتركة و "أنا" هي رد فعل على معتقدات الآخرين. 

## بناء الكتاب
لم يتم إنشاء "العقل والذات والمجتمع" من خلال "رغبة ذاتية فردية دون مراعاة الفاعلين الاجتماعيين الآخرين والوثائق المتاحة والقيود العملية".  أثناء بناء الكتاب ، كانت هناك "عدة مشاريع لجلب اهتمام أكبر إلى ميد".  وفقًا لسميث ورايت ، تم تحديد الكتب على أنها "Festschrift for Mead - جنبًا إلى جنب مع أعمال James H. Tufts و Addison W. Moore و Edwards S. Ames - والتي صدرت بالفعل مطبوعة" 
الكتاب مقسم إلى أربعة أجزاء رئيسية ، مع الأخذ بوجهة نظر السلوك الاجتماعي
- العقل
- الذات
- المجتمع
- الثقافة